# Schieß-Europameisterschaften 25/50/300 Meter/Flinte/Laufende Scheibe 2025
Die ESC Schieß-Europameisterschaften 25 Meter/50 Meter/300 Meter/Flinte/Laufende Scheibe 2025, fanden vom 23. Juli bis 7. August 2025 im Centre National de Tir Sportif in Déols bei Châteauroux (Frankreich) für die Disziplinen Gewehr und Pistole auf die 25-Meter-, 50-Meter-, 300-Meter-Distanz und Laufende-Scheibe statt. Es nahmen 975 Athletinnen und Athleten aus 49 Ländern an den Wettkämpfen teil.

Die 50-m-Schießbahnen des Centre National de Tir Sportif (CNTS)

## Zeitplan
Nachfolgend aufgelistet sind ausschließlich die Final-Wettkämpfe. Ab 24. Juli finden Waffen- und Kleidungsprüfungen sowie Trainingseinheiten statt.
| Junioren-Wettkämpfe    | Junioren-Wettkämpfe                                   |
| Datum                  | Disziplin                                             |
| ---------------------- | ----------------------------------------------------- |
| 26. Juli               | Skeet Juniorinnen                                     |
| 26. Juli               | Skeet Junioren                                        |
| 26. Juli               | 10 m laufende Scheibe Juniorinnen                     |
| 28. Juli               | Skeet Duo                                             |
| 29. Juli               | Skeet Junioren Solo                                   |
| 29. Juli               | Skeet Juniorinnen Solo                                |
| 29. Juli               | 25 m Standardpistole Juniorinnen                      |
| 29. Juli               | 50 m Pistole Junioren                                 |
| 30. Juli               | Skeet Junioren Trio                                   |
| 30. Juli               | Skeet Juniorinnen Trio                                |
| 31. Juli               | 50 m Kleinkaliber Dreistellungskampf Junioren         |
| 31. Juli               | 50 m Kleinkaliber Dreistellungskampf Juniorinnen      |
| 1. August              | 50 m Kleinkaliber Dreistellungskampf Junioren Trio    |
| 1. August              | 50 m Kleinkaliber Dreistellungskampf Juniorinnen Trio |
| 2. August              | 50 m Kleinkaliber Dreistellungskampf Duo              |
| 2. August              | Trap Juniorinnen                                      |
| 2. August              | Trap Junioren                                         |
| 3. August              | 25 m Pistole Juniorinnen                              |
| 3. August              | 25 m Schnellfeuerpistole Junioren                     |
| 4. August              | 25 m Pistole Juniorinnen Trio                         |
| 4. August              | Trap Mixed                                            |
| 4. August              | 25 m Schnellfeuerpistole Junioren Trio                |
| 5. August              | Trap Juniorinnen Solo                                 |
| 5. August              | Trap Junioren Solo                                    |
| Erwachsenen-Wettkämpfe |                                                       |
| Datum                  | Disziplin                                             |
| 26. Juli               | 50 m Kleinkaliber Dreistellungskampf Männer           |
| 26. Juli               | 50 m Kleinkaliber Dreistellungskampf Frauen           |
| 26. Juli               | 10 m laufende Scheibe Männer                          |
| 26. Juli               | 10 m laufende Scheibe Frauen                          |
| 27. Juli               | 50 m Kleinkaliber Dreistellungskampf Duo              |
| 27. Juli               | Skeet Frauen                                          |
| 27. Juli               | Skeet Männer                                          |
| 27. Juli               | 25 m Pistole Frauen                                   |
| 27. Juli               | 25 m Schnellfeuerpistole Männer                       |
| 28. Juli               | 50 m Kleinkaliber Dreistellungskampf Frauen Trio      |
| 28. Juli               | 25 m Pistole Frauen Trio                              |
| 28. Juli               | 25 m Schnellfeuerpistole Männer Trio                  |
| 28. Juli               | Skeet Duo                                             |
| 28. Juli               | 50 m Kleinkaliber liegend                             |
| 29. Juli               | 25 m Schnellfeuerpistole Männer Duo                   |
| 29. Juli               | 50 m Kleinkaliber Dreistellungskampf Männer Trio      |
| 29. Juli               | Skeet Männer Solo                                     |
| 29. Juli               | Skeet Frauen Solo                                     |
| 30. Juli               | Skeet Männer Trio                                     |
| 30. Juli               | Skeet Frauen Trio                                     |
| 30. Juli               | 50 m laufende Scheibe mixed Frauen                    |
| 30. Juli               | 50 m laufende Scheibe Männer                          |
| 30. Juli               | 50 m laufende Scheibe mixed Männer                    |
| 2. August              | 300 m Gewehr Männer Trio                              |
| 2. August              | 300 m Gewehr Frauen Trio                              |
| 3. August              | Trap Frauen                                           |
| 3. August              | Trap Männer                                           |
| 4. August              | Trap Mixed                                            |
| 5. August              | Trap Frauen Solo                                      |
| 5. August              | Trap Männer Solo                                      |

## Ergebnisse

### Erwachsene

#### Gewehr
| Wettbewerb                                      | Gold                                                                      | Gold           | Silber                                                           | Silber    | Bronze                                                          | Bronze    |
| Männer                                          |                                                                           |                |                                                                  |           |                                                                 |           |
| ----------------------------------------------- | ------------------------------------------------------------------------- | -------------- | ---------------------------------------------------------------- | --------- | --------------------------------------------------------------- | --------- |
| 50 m Kleinkaliber Dreistellungskampf            | István Péni                                                               | 467,1 ER       | Lucas Kryzs                                                      | 464,9     | Marko Ivanović                                                  | 453,3     |
| 50 m Kleinkaliber Dreistellungskampf Mannschaft | NorwegenJon-Hermann Hegg Ole Martin Halvorsen Henrik Larsen               | 1774 ER        | TschechienFilip Nepejchal Jiri Privratsky David Hrckulak         | 1772      | SerbienMarko Ivanović Milenko Sebić Lazar Kovacević             | 1769      |
| 50 m Kleinkaliber Dreistellungskampf Trio       | NorwegenJon-Hermann Hegg Ole Martin Halvorsen Henrik Larsen               | 16             | TschechienFilip Nepejchal Jiri Privratsky David Hrckulak         | 14        | SlowakeiPatrik Jany Ondrej Holko Stefan Sulek                   | 16 (12)   |
| 50 m Kleinkaliber liegend                       | Jon-Hermann Hegg                                                          | 624,3          | Alexander Schmirl                                                | 624,0     | Fabio Paul Wyrsch                                               | 623,3     |
| 50 m Kleinkaliber liegend Mannschaft            | NorwegenJon-Hermann Hegg Ole Martin Halvorsen Henrik Larsen               | 1863.9         | SchweizFabio Paul Wyrsch Jan Lochbihler Christoph Duerr          | 1862,2    | SlowakeiPatrik Jany Ondrej Holko Stefan Sulek                   | 1859,4    |
| 300 m Gewehr Dreistellungskampf                 | Peter Sidi                                                                | 594 WR ER      | Pascal Bachmann                                                  | 592       | Alexander Schmirl                                               | 591       |
| 300 m Gewehr Dreistellungskampf Mannschaft      | SchweizPascal Bachmann Gilles Vincent Dufaux Sandro Greuter               | 1770-81x WR ER | DeutschlandMax Ohlenburger Markus Abt David Könders              | 1757-57x  | TschechienAles Entrichel Jiri Privratsky Petr Nymbursky         | 1750-69x  |
| 300 m Gewehr liegend                            | Jon Thor Sigurdsson                                                       | 599            | Alexander Schmirl                                                | 599       | Aleksi Leppa                                                    | 599       |
| 300 m Gewehr liegend Mannschaft                 | SchweizPascal Bachmann Gilles Vincent Dufaux Sandro Greuter               | 1786-104x      | ÖsterreichAlexander Schmirl Dominic Einwaller Patrick Diem       | 1782- 90x | DeutschlandMax Ohlenburger Markus Abt David Könders             | 1781- 84x |
| Frauen                                          |                                                                           |                |                                                                  |           |                                                                 |           |
| 50 m Kleinkaliber Dreistellungskampf            | Rikke Maeng Ibsen                                                         | 462,6          | Jeanette Hegg Duestad                                            | 461,1     | Agathe Girard                                                   | 448,1     |
| 50 m Kleinkaliber Dreistellungskampf Mannschaft | DeutschlandNele Stark Larissa Wegner Hannah Steffen                       | 1759           | TschechienAdela Zrustova Veronika Blazickova Katerina Stefankova | 1758      | SchweizChiara Leone Franziska Stark Annina Tomaschett           | 1755      |
| 50 m Kleinkaliber Dreistellungskampf Trio       | NorwegenJeanette Hegg Duestad Mari Baardseng Loevsetz Milda Marina Haugen | 16             | TschechienAdela Zrustova Veronika Blazickova Katerina Stefankova | 12        | DänemarkRikke Maeng Ibsen Anna Nielsen Betina Petersen          | 16 (6)    |
| 50 m Kleinkaliber liegend                       | Marianne Palo                                                             | 625,1          | Franziska Stark                                                  | 624,4     | Diana Benikova                                                  | 623,9     |
| 50 m Kleinkaliber liegend Mannschaft            | ÖsterreichSheileen Waibel Nadine Ungerank Olivia Hofmann                  | 1856,6         | SchweizFranziska Stark Anja Senti Chiara Leone                   | 1856,1    | TschechienVeronika Blazickova Sara Karasova Katerina Stefankova | 1855,1    |
| 300 m Gewehr Dreistellungskampf                 | Jeanette Hegg Duestad                                                     | 591 WR         | Lisa Grub                                                        | 590       | Agathe Cecile Camille Girard                                    | 588       |
| 300 m Gewehr Dreistellungskampf Mannschaft      | NorwegenJeanette Hegg Duestad Jenny Vatne Oda Flikkerud                   | 1759-64x WR ER | SchweizMarta Szabo Bouza Anja Senti Sarina Hitz                  | 1752-67x  | DeutschlandLisa Grub Anna-Lena Geuther Veronique Münster        | 1747-67x  |
| 300 m Gewehr liegend                            | Anja Senti                                                                | 596            | Marta Szabo Bouza                                                | 595       | Jenny Vatne                                                     | 594       |
| 300 m Gewehr liegend Mannschaft                 | SchweizAnja Senti Marta Szabo Bouza Sarina Hitz                           | 1784-95x       | DeutschlandLisa Grub Veronique Münster Anna-Lena Geuther         | 1779-66x  | EstlandKOTKAS Karina Kotkas Anzela Voronova Ljudmila Kortsagina | 1769-71x  |
| Mixed                                           |                                                                           |                |                                                                  |           |                                                                 |           |
| 50 m Kleinkaliber Dreistellungskampf Duo        | Jeanette Hegg Duestad Jon-Hermann Hegg                                    | 17             | Chiara Leone Christoph Dürr                                      | 11        | Marta Zeljkovic Miran Maricic                                   | 17 (9)    |
| Open (Frauen und Männer)                        |                                                                           |                |                                                                  |           |                                                                 |           |
| 300 m Standardgewehr Dreistellungskampf         | Peter Sidi                                                                | 590            | Gilles Vincent Dufaux                                            | 589       | Dominic Einwaller                                               | 589       |

#### Pistole
| Wettbewerb                          | Gold                                                             | Gold        | Silber                                                           | Silber      | Bronze                                                      | Bronze |
| Männer                              |                                                                  |             |                                                                  |             |                                                             |        |
| ----------------------------------- | ---------------------------------------------------------------- | ----------- | ---------------------------------------------------------------- | ----------- | ----------------------------------------------------------- | ------ |
| 25 m Schnellfeuerpistole            | Florian Peter                                                    | 35 EER      | Clement Bessaguet                                                | 34          | Jean Quiquampoix                                            | 29     |
| 25 m Schnellfeuerpistole Mannschaft | FrankreichClement Bessaguet Jean Quiquampoix Yan Chesnel         | 1754-70x ER | DeutschlandFlorian Peter Emanuel Müller Christian Reitz          | 1754-62x ER | TschechienMatej Rampula Tomas Tehan Antonin Tupy            | 1725   |
| 25 m Schnellfeuerpistole Trio       | UkraineMaksym Horodynets Volodymyr Pasternak Pavlo Korostylov    | 12          | TschechienMatej Rampula Tomas Tehan Antonin Tupy                 | 4           | EstlandPeeter Olesk Nemo Tabur Fred Raukas                  | 12 (6) |
| Frauen                              |                                                                  |             |                                                                  |             |                                                             |        |
| 25 m Pistole                        | Miroslava Mincheva                                               | 36          | Sylvia Steiner                                                   | 34          | Antoaneta Kostadinova                                       | 31     |
| 25 m Pistole Mannschaft             | FrankreichMathilde Lamolle Heloise Fourre Camille Jedrzejewski   | 1748        | BulgarienAntoaneta Kostadinova Miroslava Mincheva Lidia Nencheva | 1744        | UngarnVeronika Major Sara Rahel Fabian Renata Sike          | 1730   |
| 25 m Pistole Trio                   | BulgarienAntoaneta Kostadinova Miroslava Mincheva Lidia Nencheva | 10          | DeutschlandMonika Karsch Michelle Skeries Doreen Vennekamp       | 8           | UkraineAnastasiia Nimets Yuliya Korostylova Olena Kostevych | 12 (6) |

#### Laufende Scheibe
| Wettbewerb                             | Gold                                                                              | Gold            | Silber                                                                            | Silber            | Bronze                                                                            | Bronze            |
| Männer                                 |                                                                                   |                 |                                                                                   |                   |                                                                                   |                   |
| -------------------------------------- | --------------------------------------------------------------------------------- | --------------- | --------------------------------------------------------------------------------- | ----------------- | --------------------------------------------------------------------------------- | ----------------- |
| Trap                                   | Massimo Fabbrizi                                                                  | 48              | Matthew Coward-Holley                                                             | 47                | Mauro de Filippis                                                                 | 37                |
| Trap Mannschaft                        | ItalienMauro de Filippis Massimo Fabbrizi Giovanni Pellielo                       | 197             | TürkeiMurat Ilbilgi Tolga Tuncer Yavuz Ilnam                                      | 215               | DeutschlandMarius John Andreas Löw Marco Kross                                    | 215               |
| Trap Solo                              | Josip Glasnovic                                                                   | 6               | Giovanni Cernogoraz                                                               | 2                 | Erik Varga Tomasz Pasierbski                                                      |                   |
| Trap Trio                              | Vereinigtes KönigreichNathan Hales Aaron Heading Matthew Coward-Holley            | 6               | SlowakeiFilip Marinov Marian Kovacocy Erik Varga                                  | 4--               | KroatienGiovanni Cernogoraz Anton Glasnovic Josip Glasnović                       | 6 (0)             |
| Skeet                                  | Ben Llewellin                                                                     | 56              | Tammaro Cassandro                                                                 | 55                | Mikola Milchev                                                                    | 46                |
| Skeet Mannschaft                       | ItalienTammaro Cassandro Erik Pittini Gabriele Rossetti                           | 365             | FrankreichEric Delaunay Remi Cloitre Edouard Poumaillou                           | 363               | Vereinigtes KönigreichBen Llewellin Mitchell Brooker-Smith Arran Eccleston        | 362               |
| Skeet Solo                             | Kacper Jerzy Baksalary                                                            | 7               | Anatolii Semenenko                                                                | 3                 | Charalambos Chalkiadakis Jakub Tomecek                                            | --                |
| Skeet Trio                             | ZypernDimitris Konstantinou Nicolas Vasiliou Georgios Achilleos                   | 6               | UkraineMikola Milchev Maksym Piven Andriy Kobzaruk                                | 0                 | TschechienJakub Tomecek Bohumil Vobr Milos Slavicek                               | 6 (0)             |
| 10 m laufende Scheibe                  | Emil Martinsson                                                                   | 6               | Aaro Juhani Vuorimaa                                                              | 4                 | Lukasz Czapla                                                                     | 6 (3)             |
| 10 m laufende Scheibe Mannschaft       | ArmenienGor Khachatryan Hovhannes Margaryan Hayk Minasyan                         | 1696            | SchwedenEmil Martinsson Jesper Nyberg Pontus Thuresson                            | 1690              | UngarnJozsef Sike Tamas Tasi Laszlo Boros                                         | 1673              |
| 10 m laufende Scheibe mixed            | Gor Khachatryan                                                                   | 385             | Hayk Minasyan                                                                     | 383 Shoot-off:19  | Aaro Juhani Vuorimaa                                                              | 383 Shoot-off:18  |
| 10 m laufende Scheibe Mannschaft       | ArmenienGor Khachatryan Hovhannes Margaryan Hayk Minasyan                         | 1145            | UkraineRoman Berezitskyi Denys Babliuk Danylo Danilenko                           | 1124              | FinnlandAaro Juhani Vuorimaa Henri Karlsson William Erik Wilkman                  | 1114              |
| 50 m laufende Scheibe                  | Hovhannes Margaryan                                                               | 591             | Jesper Nyberg                                                                     | 589 Shoot-off: 20 | Tamas Tasi                                                                        | 589 Shoot-off: 19 |
| 50 m laufende Scheibe mixed Mannschaft | SchwedenEmil Martinsson Jesper Nyberg Pontus Thuresson                            | 1740            | FinnlandAaro Juhani Vuorimaa Henri Karlsson William Erik Wilkman                  | 1739              | ArmenienGor Khachatryan Hovhannes Margaryan Hayk Minasyan                         | 1738              |
| 50 m laufende Scheibe mixed            | Emil Martinsson                                                                   | 199             | Lukasz Czapla                                                                     | 198               | Hovhannes Margaryan                                                               | 197               |
| 50 m laufende Scheibe mixed Mannschaft | FinnlandAaro Juhani Vuorimaa Henri Karlsson William Erik Wilkman                  | 582             | UngarnJozsef Sike Tamas Tasi Laszlo Boros                                         | 574               | SchwedenEmil Martinsson Jesper Nyberg Pontus Thuresson                            | 574               |
| Frauen                                 |                                                                                   |                 |                                                                                   |                   |                                                                                   |                   |
| Trap                                   | Kathrin Murche                                                                    | 43              | Zuzana Rehak Stefecekova                                                          | 41                | Fatima Galvez                                                                     | 32                |
| Trap Mannschaft                        | ItalienSilvana Maria Stanco Erica Sessa Alessia Iezzi                             | 214             | SpanienMar Molne Magrina GALVEZ Fatima Galvez Beatriz Martinez                    | 212               | FinnlandSara Silja Patricia Nummela Noora Antikainen Satu Maekelae-Nummela        | 204               |
| Trap Solo                              | Sandra Bernal                                                                     | 6               | Ellie Seward                                                                      | 0                 | Zuzana Rehak Stefecekova Adela Mrnova                                             |                   |
| Trap Trio                              | SlowakeiNikola Molnarova Jana Spotakova Zuzana Rehak Stefecekova                  | 6               | TürkeiDilara Bedia Kizilsu Safiye Temizdemir Rumeysa Pelin Kaya                   | 2                 | TschechienZina Hrdlickova Adela Mrnova Martina Matejkova                          | 6 (0)             |
| Skeet                                  | Lucie Anastassiou                                                                 | 55              | Amber Jo Rutter                                                                   | 54                | Valentina Umhöfer                                                                 | 33                |
| Skeet Mannschaft                       | ItalienSimona Scocchetti Chiara Di Marziantonio Martina Bartolomei                | 354             | TschechienHana Adamkova Barbora Sumova Anna Sindelarova                           | 353               | SlowakeiDanka Hrbekova Vanesa Hockova Monika Stibrava                             | 347               |
| Skeet Solo                             | Emmanouela Katzouraki                                                             | 7               | Daria Turulo                                                                      | 1                 | Iryna Malovichko Alexandra Anne Hayman-Joyce                                      | --                |
| Skeet Trio                             | TschechienHana Adamkova Barbora Sumova Anna Sindelarova                           | 7               | AserbaidschanNurlana Jafarova Sevda Najafova Rigina Meftakhetdinova               | 5                 | Niemandsland––                                                                    | --                |
| 10 m laufende Scheibe                  | Viktoriia Rybovalova                                                              | 6               | Ida Julianna Heikkilä                                                             | 6                 | Arusyak Grigoryan                                                                 | 8 (6)             |
| 10 m laufende Scheibe Mannschaft       | UkraineViktoriia Rybovalova Halina Avramenko Valentyna Honcharova                 | 1656-35x        | ArmenienArusyak Grigoryan Gohar Harutyunyan Lilit Mkrtchyan                       | 1656-33x          | DeutschlandDaniela Vogelbacher Nicola Inge Müller‑Fassbender Eva Maria Östreicher | 1627              |
| 10 m laufende Scheibe mixed            | Nicola Inge Müller‑Fassbender                                                     | 378             | Viktoriia Rybovalova                                                              | 377               | Ida Julianna Heikkilä                                                             | 373               |
| 10 m laufende Scheibe mixed Mannschaft | ArmenienArusyak Grigoryan Gohar Harutyunyan Lilit Mkrtchyan                       | 1103            | DeutschlandDaniela Vogelbacher Nicola Inge Müller‑Fassbender Eva Maria Östreicher | 1091              | UkraineViktoriia Rybovalova Halina Avramenko Valentyna Honcharova                 | 1080              |
| 50 m laufende Scheibe                  | Ida Julianna Heikkilä                                                             | 581 ER          | Halina Avramenko                                                                  | 573               | Lilit Mkrtchyan (Sportschützin)                                                   | 572               |
| 50 m laufende Scheibe Mannschaft       | UkraineViktoriia Rybovalova Halina Avramenko Valentyna Honcharova                 | 1696            | ArmenienArusyak Grigoryan Gohar Harutyunyan Lilit Mkrtchyan                       | 1685              | FinnlandIda Julianna Heikkilä Aino Amanda Vaittinen Jenni Seikkula                | 1666              |
| 50 m laufende Scheibe mixed            | Ida Julianna Heikkilä                                                             | 193             | Daniela Vogelbacher                                                               | 191               | Gohar Harutyunyan                                                                 | 190               |
| 50 m laufende Scheibe mixed Mannschaft | DeutschlandDaniela Vogelbacher Nicola Inge Müller‑Fassbender Eva Maria Östreicher | 566             | ArmenienArusyak Grigoryan Gohar Harutyunyan Lilit Mkrtchyan                       | 562               | FinnlandIda Julianna Heikkilä Aino Amanda Vaittinen Jenni Seikkula                | 561               |
| Mixed                                  |                                                                                   |                 |                                                                                   |                   |                                                                                   |                   |
| Trap                                   | Erik Varga Zuzana Rehak Stefecekova                                               | 41 Shoot-off: 2 | Alberto Fernandez Fatima Galvez                                                   | 41 Shoot-off: 0   | Antonin Desert Carole Cormenier                                                   | 46 (45)           |
| Skeet Duo                              | Anatolii Semenenko Arina Kuznetsova                                               | 6               | Jakub Tomecek Barbora Sumova                                                      | 4                 | Niyaz Aghazada Rigina Meftakhetdinova                                             | 6 (2)             |
| 10 m laufende Scheibe mixed            | Viktoriia Rybovalova Roman Berezitslcyi                                           | 6               | Halina Avramenko Denys Babliuk                                                    | 4                 | Hovhannes Margaryan Arusyak Grigoryan                                             | 8 (6)             |

### Juniorinnen und Junioren

#### Gewehr
| Wettbewerb                                      | Gold                                                      | Gold           | Silber                                                                  | Silber | Bronze                                                     | Bronze |
| Junioren                                        |                                                           |                |                                                                         |        |                                                            |        |
| ----------------------------------------------- | --------------------------------------------------------- | -------------- | ----------------------------------------------------------------------- | ------ | ---------------------------------------------------------- | ------ |
| 50 m Kleinkaliber Dreistellungskampf            | Jens Oestli                                               | 459,9          | Wiktor Sajdak                                                           | 459,7  | Romain Aufrère                                             | 449,5  |
| 50 m Kleinkaliber Dreistellungskampf Mannschaft | FrankreichRomain Aufrère Sacha Lepage Florent Pomar       | 1758           | NorwegenJens Oestli Even Olai Enger Throndsen Sebastian Endsjoe Johnsen | 1754   | PolenWiktor Sajdak Jakub Goliszek Julian Krzyzanski        | 1748   |
| 50 m Kleinkaliber liegend                       | Sacha Lepage                                              | 627,6          | Romain Aufrère                                                          | 625,8  | Oleksii Viatchin                                           | 623,6  |
| 50 m Kleinkaliber liegend Mannschaft            | FrankreichRomain Aufrère Sacha Lepage Florent Pomar       | 1873,3 WRJ ERJ | UkraineOleksii Viatchin Danylo Hrynyk Ivan Tkalenko                     | 1864,4 | SchwedenJesper Johansson Anton Salomonsson Markus Knuts    | 1859,2 |
| Juniorinnen                                     |                                                           |                |                                                                         |        |                                                            |        |
| 50 m Kleinkaliber Dreistellungskampf            | Vivien Joy Jaeggi                                         | 463,3          | Klaudie Katz                                                            | 461,8  | Maja Magdalena Gawenda                                     | 452,4  |
| 50 m Kleinkaliber Dreistellungskampf Mannschaft | SchweizVivien Joy Jaeggi Ekaterina Chenikova Emely Jaeggi | 1773           | NorwegenPernille Nor-Woll Caroline Finnestad Lund Synnoeve Berg         | 1753   | TschechienBarbora Dubska Klaudie Katz Katerina Mikulcikova | 1751   |

#### Pistole
| Wettbewerb                          | Gold                                                                            | Gold           | Silber                                                             | Silber   | Bronze                                                     | Bronze   |
| Junioren                            |                                                                                 |                |                                                                    |          |                                                            |          |
| ----------------------------------- | ------------------------------------------------------------------------------- | -------------- | ------------------------------------------------------------------ | -------- | ---------------------------------------------------------- | -------- |
| 25 m Standardpistole                | Thomas Clement Chinours                                                         | 568            | Akos Karoly Nagy                                                   | 563      | Ivan Rakitski                                              | 561      |
| 25 m Standardpistole Mannschaft     | FrankreichThomas Clement Chinours Herve-Louis Le Guellaff Dumas Thibaut Hagen   | 1683-31x       | PolenIvan Rakitski Tomasz Jedraszczyk Wiktor Lukasz Kopiwoda       | 1659-33x | LettlandDaniels Vilcins Arturs Martinsons Dmitrijs Ivanovs | 1624-24x |
| 25 m Schnellfeuerpistole            | Arnaud Gamaleri                                                                 | 24             | Thomas Clement Chinours                                            | 23       | Vladyslav Medushevskyi                                     | 16       |
| 25 m Schnellfeuerpistole Mannschaft | FrankreichThomas Clement Chinours Arnaud Gamaleri Herve-Louis le Guellaff Dumas | 1726-51x EQERJ | PolenTomasz Jedraszczyk Ivan Rakitski Wiktor Lukasz Kopiwoda       | 1705-46x | DeutschlandColin Hilk Arne Schallus Fiete Kühn             | 1705-32x |
| 25 m Schnellfeuerpistole Trio       | PolenTomasz Jedraszczyk Ivan Rakitski Wiktor Lukasz Kopiwoda                    | 12             | UkraineOleksii Tsion Vladyslav Medushevskyi Ivan Martynov          | 6        | UngarnDavid Akos Laczik Akos Karoly Nagy Mate Redecsi      |          |
| 50 m Pistole                        | Luca Joldea                                                                     | 551            | Adnan Efe Ucar                                                     | 442      | Ivan Martynov                                              | 441      |
| Juniorinnen                         |                                                                                 |                |                                                                    |          |                                                            |          |
| 25 m Pistole                        | Aliaksandra Piatrova                                                            | 32             | Aileen Pitschke                                                    | 28       | Katsiaryna Ivanova                                         | 24       |
| 25 m Standardpistole                | Anna Pelmeneva                                                                  | 565            | Olivia Ditta Domsits                                               | 557      | Viktoriia Kholodnaia                                       | 554      |
| 25 m Pistole Mannschaft             | TschechienKlara Tichackova Viktorie Sindlerova Anna Mirejovska                  | 1709-41x       | DeutschlandAileen Pitschke Maxi Vogt Svenja Gruschka               | 1694-37x | SerbienNada Martinovic Marta Novovic Kristina Pejovic      | 1691-36x |
| 25 m Pistole Trio                   | TschechienAnna Mirejovska Klara Tichackova Viktorie Sindlerova                  | 12             | BulgarienPamela Popova Maria Encheva Atanasova Magdalina Stamenova | 4        | UngarnFanni Kabina Olivia Ditta Domsits Miriam Jako        | 12 (10)  |
| Mixed                               |                                                                                 |                |                                                                    |          |                                                            |          |
| 25 m Schnellfeuerpistole Duo        | Ivan Semenikhin Anna Pelmeneva                                                  | 12             | Jan Fiedler Viktorie Sindlerova                                    | 4        | Mate Redecsi Miriam Jako                                   | 13 (7)   |

#### Laufende Scheibe
| Wettbewerb                             | Gold                                                                                     | Gold           | Silber                                                                  | Silber         | Bronze                                                                     | Bronze  |
| Junioren                               |                                                                                          |                |                                                                         |                |                                                                            |         |
| -------------------------------------- | ---------------------------------------------------------------------------------------- | -------------- | ----------------------------------------------------------------------- | -------------- | -------------------------------------------------------------------------- | ------- |
| Trap                                   | Francesco Tanfoglio                                                                      | 45             | Thomas Agez                                                             | 43             | Fabrizio Fisichella                                                        | 32      |
| Trap Mannschaft                        | ItalienFabrizio Fisichella Francesco Tanfoglio Luca Gerri                                | 318            | FrankreichThomas Agez Paul Bayard Enzo Dury                             | 312            | SpanienIsaac Hernandez Eduard Salichs Daniel Fernandez de Vicente          | 310     |
| Trap Solo                              | Huseyin Efe Ozmen                                                                        | 6              | Petr Dornicak                                                           | 2              | Thomas William Betts Tomas Nantl                                           |         |
| Trap Trio                              | KroatienMateo Zrinski Leon Zegnal Toni Gudelj                                            | 6              | Vereinigtes KönigreichRobert Lewis Finley Bowles Thomas Williams Betts– | 2              | TschechienPetr Dornicak Jaromir Hanak Kamil Bednář                         | 7 (1)   |
| Skeet                                  | Andreas Pontikis                                                                         | 55             | Markos Kontopoulos                                                      | 53             | Efraim Nikolantonakis                                                      | 41      |
| Skeet Mannschaft                       | ZypernAndreas Pontikis Markos Kontopoulos Kleanthis Kleanthous                           | 359            | ItalienMatteo Bragalli Marco Coco Antonio Bellu                         | 354            | DeutschlandMagnus Erdmann Vladislav Poddubskiy Maximilian Alexander Seibel | 352     |
| Skeet Solo                             | Muhammet Seyhun Kaya                                                                     | 6              | Ioan-David Matei                                                        | 2              | Tymofii Havrylenko Alex Petrasek                                           | --      |
| Skeet Trio                             | TürkeiAhmet Baran Ali Can Arabaci Muhammet Seyhun Kaya                                   | 7              | UkraineYehor Skliarets Tymofii Havrylenko Ivan Ragulia                  | 1              | GriechenlandEfraim Nikolantonakis Nikiforos Manousakis Fotios Baxevanakis  | 7 (5)   |
| Juniorinnen                            |                                                                                          |                |                                                                         |                |                                                                            |         |
| Trap                                   | ––                                                                                       | --             | ––                                                                      | --             | ––                                                                         | --      |
| Trap Mannschaft                        | ItalienMaria Teresa Giorgia Maccioni Sofia Gori Martina Montani                          | 348            | SpanienIrene del Rey Ruiz Dana Navarro Puga Noelia Pontes Villarrubia   | 338            | FrankreichJeanne Auriche Chloe Dutang Olga Niellen-Dezecache               | 316     |
| Trap Solo                              | Aleksandra Kosmina                                                                       | 6              | Kseniia Samofalova                                                      | 4              | Isabelle Margaret Mackintosh Tereza Zaviskova                              |         |
| Trap Trio                              | TschechienLea Kucerova Tereza Zaviskova Veronika Klejnova                                | 6              | UkraineKateryna Honcharuk Kristina Khilchenko Tamara Beresnova          | 4              | TürkeiIlia Naz Uzun Tugba Tatli Esma Samira Kaya                           | 6 (4)   |
| Skeet                                  | Madeleine Zarina Russell                                                                 | 54             | Varvara Zaitseva                                                        | 53             | Phoebe Bodley-Scott                                                        | 42      |
| Skeet Mannschaft                       | Vereinigtes KönigreichMadeleine Zarina Russell Phoebe Bodley-Scott Bethany Lilian Norton | 350            | ItalienEleonora Ruta Arianna Nember                                     | 347            | TschechienTereza Mlikova Eliska Luskova Valerie Moravcova                  | 335     |
| Skeet Solo                             | Varvara Zaitseva                                                                         | 6              | Wiktoria Anna Wlodarczyk                                                | 4              | Kseniia Shuliak Eliska Luskova                                             | --      |
| Skeet Trio                             | Vereinigtes KönigreichMadeleine Zarina Russell Sophie Herrmann Bethany Lilian Norton     | 6              | UkraineIelyzaveta Pyvovarova Valeriia Bartysheva Oleksandra Bartysheva  | 0              | DeutschlandLuise Middel Annabella Hettmer Emilie Bundan                    | 7 (1)   |
| 10 m laufende Scheibe                  | Aida Azatyan                                                                             | 7              | Lilit Mkrtchyan                                                         | 5              | Oleksandra Martyniuk                                                       | 6 (2)   |
| 10 m laufende Scheibe Mannschaft       | ArmenienAida Azatyan Lilit Mkrtchyan Anahit Sargsyan                                     | 1583           | UkraineOleksandra Martyniuk Diana Poplavska Alina Tkalyk                | 1579           | Nicht vergeben                                                             |         |
| 10 m laufende Scheibe mixed            | Oleksandra Martyniuk                                                                     | 371            | Aida Azatyan                                                            | 369            | Finnland                                                                   | 355     |
| 10 m laufende Scheibe mixed Mannschaft | ArmenienAida Azatyan Lilit Mkrtchyan Anahit Sargsyan                                     | 1074           | UkraineOleksandra Martyniuk Diana Poplavska Alina Tkalyk                | 1070           | Nicht vergeben                                                             |         |
| Mixed                                  |                                                                                          |                |                                                                         |                |                                                                            |         |
| Trap                                   | Eduard Salichs Irene del Rey Ruiz                                                        | 43             | Petr Dornicak Lea Kucerova                                              | 37             | Fabrizio Fisichella Sofia Gori                                             | 42 (41) |
| Skeet Duo                              | Vladislav Poddubskiy Emilie Bundan                                                       | 5 Shoot-off: 4 | Tymofii Havrylenko Ielyzaveta Pyvovarova                                | 5 Shoot-off: 3 | Ivan Raculia Oleksandra Bartysheva                                         | 6 (4)   |

## Medaillenspiegel
Stand am Ende des Tages vom 6. August 2025
| Platz  | Land                           | Gold | Silber | Bronze | Gesamt |
| ------ | ------------------------------ | ---- | ------ | ------ | ------ |
| 01     | Frankreich                     | 10   | 7      | 7      | 24     |
| 02     | Norwegen                       | 10   | 3      | 1      | 14     |
| 03     | Armenien                       | 8    | 7      | 6      | 21     |
| 04     | Italien                        | 8    | 3      | 3      | 14     |
| 05     | Ukraine                        | 6    | 13     | 10     | 29     |
| 06     | Deutschland                    | 6    | 9      | 8      | 23     |
| 07     | Schweiz                        | 6    | 8      | 2      | 16     |
| 08     | Individuelle Neutrale Athleten | 6    | 4      | 3      | 13     |
| 09     | Vereinigtes Königreich         | 5    | 4      | 4      | 13     |
| 10     | Tschechien                     | 4    | 11     | 14     | 29     |
| 11     | Polen                          | 4    | 6      | 5      | 15     |
| 12     | Finnland                       | 3    | 3      | 10     | 16     |
| 13     | Türkei                         | 3    | 3      | 1      | 7      |
| 14     | Schweden                       | 3    | 1      | 2      | 6      |
| 15     | Rumänien                       | 3    | 1      | —      | 4      |
| 15     | Zypern                         | 3    | 1      | —      | 4      |
| 17     | Slowakei                       | 2    | 2      | 6      | 10     |
| 18     | Spanien                        | 2    | 2      | 2      | 6      |
| 19     | Kroatien                       | 2    | 1      | 2      | 5      |
| 20     | Österreich                     | 1    | 4      | 1      | 6      |
| 21     | Ungarn                         | 1    | 3      | 5      | 9      |
| 22     | Bulgarien                      | 1    | 1      | —      | 2      |
| 23     | Griechenland                   | 1    | —      | 3      | 4      |
| 24     | Dänemark                       | 1    | —      | 1      | 2      |
| 25     | Island                         | 1    | —      | —      | 1      |
| 26     | Aserbaidschan                  | —    | 1      | 1      | 2      |
| 27     | Serbien                        | —    | —      | 3      | 3      |
| 28     | Estland                        | —    | —      | 2      | 2      |
| 29     | Irland                         | —    | —      | 1      | 1      |
| 29     | Lettland                       | —    | —      | 1      | 1      |
| Gesamt | Gesamt                         | 96   | 96     | 101    | 293    |